# Strigulaceae
Strigulaceae is een familie van zakjeszwammen behorend tot orde Strigulales. Het typegeslacht is Strigula
Strigulaceae bestaat uit de volgende geslachten:
- Dichoporis - 20 soorten
- Flagellostrigula - 1 soort
- Flavobathelium - 1 soort
- Phyllobathelium - 8 soorten
- Phyllocharis - 1 soort
- Phyllocraterina - 2 soorten
- Phylloporis - 10 soort
- Puiggariella - 5 soorten
- Raciborskiella - 2 soorten
- Racoplaca - 7 soorten
- Serusiauxiella - 3 soorten
- Strigula - 47 soorten
- Swinscowia - 34 soorten